# バスケット・メーカー文化

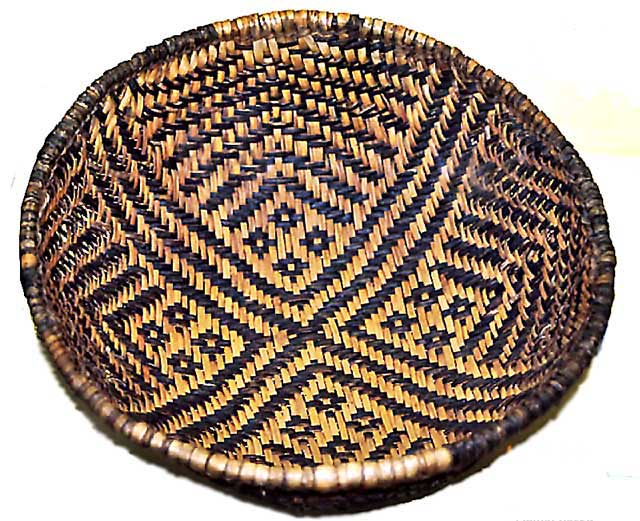
バスケット・メーカー文化III期のプエブロ人がつくったバスケット（A.D.450-750）。

バスケット・メーカー文化（Basket Maker）とは、5500B.C.頃からA.D.700頃まで続いた北アメリカ大陸南西部（ユタ州南部、コロラド州南部、アリゾナ州、ニューメキシコ州、ネバダ州南西端、メキシコのチワワ州、同ソノラ州）の先住民文化をきずいたアナサジ族による独特なかご作りで知られる文化である。1927年に、ニューメキシコ州のサンタフェ付近にあるペコス（Pecos）遺跡に関するアメリカ南西部の考古学に関する研究大会で、アメリカでもっとも偉大な考古学者の一人アルフレッド・ヴィンセント・キダーが、バスケット・メーカー文化をⅠ期からⅢ期、プエブロ文化をⅠ期からⅣ期に区分する編年の枠組みを提唱し(ペーコス分類)、現在も使われている。Ⅰ期をアナサジ文化の性格がはっきりしない古期砂漠文化段階とし、1200B.C.若しくは700B.C.からA.D.400頃のⅡ期、A.D.400以降A.D.700頃のⅢ期をアナサジ文化に属するバスケット・メーカー文化としている。

## バスケット・メーカーⅠ期
バスケット・メーカーⅠ期は、遊牧的な狩猟採集をしていた時代とされ、Oshara文化伝統の5500B.C.からA.D.400までの期間のうち、研究者によって意見の相違があるが後半の1200B.C.若しくは700B.C.までの約3000年間が想定されている。Oshara文化伝統は、アメリカ南西部北半に長期間発達してきた文化で、アナサジ文化で頂点に達することになる。Oshara文化伝統を担ってきた人々は、尖頭器、剥片石器、石製製粉具を用いていたことが明らかになっている。また、アリゾナ州中北部、ユタ州中南部のOshara文化伝統に属するDesha文化複合の遺跡の調査では何対かのサンダルやひとつの芯に対して互い違いに編みこんだかごが発見されているが、資料がすくなく実態がはっきりしない。

## バスケット・メーカーⅡ期（1200B.C.若しくは700B.C.頃～A.D.400頃）
バスケット・メーカーⅡ期文化の担い手は、アメリカ南西部の高地に散在的にくらしていた。よく知られているのがコロラド州南西部のドゥランゴ岩陰である。ドゥランゴ岩陰は、ニュー・メキシコ州のロス・ピノス（Los Pinos）相及びエン・メディオ（En Medio）相に相当し、アリゾナ州北東部のマッシュパス（MashPass）洞窟やユタ州グランド＝グルチやカナブ地方、アリゾナ州とネバダ州の境界を流れるヴァージン川流域のモオパ（Moapa）相と並行すると考えられている。バスケット・メーカーⅡ期の遺跡には先行する文化的特徴や環境への適応によって著しく多様性がみられる。ロス・ピノスやモオパ相の集落は、大きな川の氾濫によってできた沖積地に小さな村落を営む形をとる。このことは、同時代の他の遺跡と比較して定住性が際立っていると考えることができる。
バスケット・メーカーⅡ期文化は、古期（Archaic）の文化と後のプエブロ文化との移行期と考えることができる。掘り棒を用いたある程度のカボチャとトウモロコシの耕作が見られるがマメ科の作物を栽培した痕跡はまったく見られない。
野生の植物食と言える草の実やアマランサスの実、ピノン（pinon）という松の一種がつける食用の実を採集するのが狩猟とともに重要であった。バスケット・メーカーⅡ期の人々の生活の痕跡を示す遺跡は、農耕に適した土と水のある場所であるとともに狩猟採集が容易であることも考えた立地に点在している。バスケット・メーカーⅡ期で典型的なのは、秋と冬に渓谷の水源となる泉の近くに大規模で中心的な移動性集落（「キャンプ」）を営み、ふだんの暖かい季節は、散在的に小さなキャンプを築く。また岩陰を貯蔵や死者の埋葬のほか居住の用に用いることもあった。食物の貯蔵は、堅い洞窟の床面を甕状にくりぬくかやわらかい土の堆積層に平石を積み重ねて漆喰で塗り固めて棺おけ状にするか、丸い巨石同士の空間を利用した。円形プランを持つ住居は西側は深く、東側は浅い構造に並べて散在的に築かれた。この時期の土器は、東部の一部を除いてほとんど見られない。後の文化につながるような灰色の土器ではなくモゴヨン文化の影響を受けた褐色の土器が見られる。食物の運搬には丈夫に編んだバッグやさまざまなまき方をして編んだバスケットを食用にする植物、木の実、草の種を採集するのに用いた。かごにはふるいに使う皿状のものや椀状のもの、食物を集めて運ぶための円錐状の「びく」などがあった。狩猟には、堅い木を柄にした槍を投槍器で飛ばして獲物を捕らえた。鋭く削られた棒やおおきなウサギ用の網などさまざまなわなを用いていた。主な獲物は、鹿、ヤギ、野うさぎであったと思われる。製粉具は、古期段階の粉挽き用の平石と丸石状のマノを使用していた。ときどき中核的な移動性集落の遺跡からメタテに似せて溝状のくぼみを持つ重いすり石が発見されることがある。家畜類については、犬は飼っていたが、七面鳥が遺跡から確認されるものの飼育していたかは不明である。バスケット・メーカーⅡ期をA.D.50を境に前期と後期にわけ、後期には、浅めの竪穴建物跡や貯蔵穴が一般化して、シャーマニズムの儀式や岩絵などが描かれるようになった時期と位置づけることもある。

## バスケット・メーカーⅢ期（A.D.400頃～A.D.700頃）
バスケット・メーカーⅢ期では、居住の範囲が明確になってくる。必ずしも狩猟採集に適した場所を選ぶことはないが、沖積地の谷や高地の農耕に適した場所に集落を形成している。このことは生業形態が農耕に重点が移っていったことを示している。村落の規模はおおむね小規模であるが、50haを超えるものも造られた。コロラド州南西部のギリラド（Gillilad）遺跡では、円形の防御用囲柵が発見された。住居跡の典型的なものは円形と長方形を組み合わせた竪穴建物であり、長径は、2mのものから7mのものまでみられる。竪穴建物の北側や北西側には網代を塗りこんだ土壁の小さな平地倉庫が建てられている。大規模な竪穴建物が散見されるようになるが、これは、村の集会や儀式をおこなうために使用されたものであろう。これは、プエブロ文化でいうキヴァにあたるものであり、大型竪穴建物は初期のキヴァと考えることもできる。
村落遺跡に見られる遺構の配置に全般的な傾向はみられない。主な遺跡としてはF.H.H.ロバーツによって1927年に調査されたニュー・メキシコ州北西部のシャビケシェチェ（Shabik’eshechee）遺跡が挙げられる。18軒の竪穴建物跡、直径10m前後に達する大型円形のキヴァと思われる遺構、石組みの貯蔵穴多数とごみ捨て場が2箇所確認された。住居は、扇状に広がる小さな入り口に入ると内部に支柱に支えられた仕切り壁がある二室の構造になっている。バスケット・メーカーⅢ期では、マメ科植物の栽培が始まり、七面鳥も家畜化される。また、狩猟用の武器として槍と投槍器にかわって弓矢が現れる。巻き上げ式のかごや手編みのバッグは作られるが土器も普通に使われるようになる。もっとも普通に見られる土器は、文様のない甕と鉢で、単純な黒色の文様がつけられるものもみられる。
ユタ州南部では、モゴヨン文化のいくつかの土器の影響を思わせるような橙地赤彩土器も多く出土する。平石に変わってくぼみをつけたメタテと両手を使う大きなマノ（すり棒）も使用された。